# M-4 (航空機)
M-4 / М-4
M-4“バイソン”
アムール州ベロゴルスク郊外のウクラインカ航空基地の展示機
(2004年 の撮影)
- 用途：爆撃機
- 分類：戦略爆撃機
- 設計者：ミャスィーシチェフ設計局
- 製造者：ミャスィーシチェフ設計局
- 運用者：
  - ソ連空軍
  - ロシア空軍
- 初飛行：1953年
- 生産数：125機(内、試作機2機並びに実験機含む)
- 運用開始：1956年
- 退役：1994年＊空中給油機型
- 運用状況：退役済

M-4(ロシア語:М-4エーム・チトゥィーリェ)は、ソビエト連邦のミャスィーシチェフ設計局において開発された戦略爆撃機である。
なお、中期型は当初M-6(М-6エーム・シェースチ)とも呼ばれたが、その後は3M(3Мトリー・エーム)の名称が用いられるようになった。名称は異なるがM-4、M-6、3M各型は同じシリーズの機体である。
ミャスィーシチェフ社内では計画時の呼称はイズデリヤMだった。その後、政府によりSDB(Strategicheskiy Dahl'niy Bombardirovshchik – 長距離戦略爆撃機)という名前に変更。更にVVSによってサブジェクト25と変更された。エンジンを諸事情で換装した新型にも名称が割り当てられており、計画名はサブジェクト36になった。
DoDが割り当てたコードネームはType 37。NATOコードネームでは「バイソン」(Bison)と呼ばれた。

## 概要
1940年代末から1950年代初頭にかけて激化した冷戦の影響でアメリカ合衆国とソ連は互いに核戦力の充実と、それを敵地に向けて投下する為の戦略爆撃機の開発に力を注いでいた。
当時アメリカはB-36・B-47・B-52といった爆撃機を送り出し、ソ連に対しての威圧感を強めつつあった。一方、第二次世界大戦を終えたばかりのソ連にある爆撃機といえばほとんどが、小型のPe-2やTu-2などであり、これらもジェット戦闘機が台頭してきた時代においては戦力として期待できるものではなかった。
その為、ソ連はB-29戦略爆撃機をコピーしたTu-4において高度な戦略爆撃機の開発技術を会得して以降、一挙にTu-80・Tu-85・Tu-16といった機体を製造し、新世代の戦略爆撃機の開発を模索するようになった。
M-4とTu-95はこうした状況下における「新しい革新的な技術を用いたアプローチによって開発された機体」と「従来からの保守的な技術から作成された機体」という関係の元に作成された（もっともTu-95の高速ターボプロップエンジンは、現代においても凌駕するものが無い優れた先進技術である）。
「革新的な技術」の側から開発されたM-4は登場すると同時に西側に甚大な脅威を与え、ボマー・ギャップ論争を巻き起こした。
しかしながら、「革新的な技術」であった当時のジェットエンジンは長時間の飛行には適さず、M-4バイソンは戦略爆撃機として必要な航続距離を得ることができなかった。その為、戦略爆撃機としての任務はTu-95が引き受け、M-4は輸送機や空中給油機として用いられる事となった。VD-7エンジンの製造には時間を要したため、急遽既存のRD-3MやAM-3Aに換装された型式が配備された。
M-4は試作機や実験機を含めて1963年までに125機が生産された。

## 派生型

### 試作機
101M
1機製造されたM-4の試験機で初飛行に使用された。

### 爆撃機型
M-4
2機前線に配備された戦略爆撃機型。NATOコードネームでは「バイソンA」と呼ばれた。略称では2Mと呼ばれている。AM-3AからVD-5に換装した改良型で、3Mの基礎となった。開発名称は≪28≫であった。他に30機が配備されていたが、全てが老朽化と新型機への更新により空中給油機型へ改造された。
3M
8機配備されたエンジンを強化型のVD-7に搭載し、ペイロードと航続距離を増強した発展型。1956年に初飛行した。当初はM-6と呼ばれていて、開発名称は≪201≫であった。NATOコードネームでは「バイソンB」と呼ばれた。
3MS-1
10機配備されたVD-7に代わってRD-3M-500AまたはAM-3Aを搭載した型。NATOコードネームでは「バイソンB」と呼ばれた。
3MN-1
8機配備された3MにVD-7Bエンジンを搭載した改良型。従来と比較して燃費の良いエンジンの搭載により、同じく改良型の3MSよりさらに15 %の航続距離向上を実現した。NATOコードネームでは「バイソンB」と呼ばれた。
3MSN-1
18機配備された3MにVD-7AターボジェットエンジンまたはAM-3Aを搭載した型式。NATOコードネームでは「バイソンB」と呼ばれた。
3MSR-1
10機配備された3MにAM-3Aターボジェットエンジンを搭載した型式。NATOコードネームでは「バイソンB」と呼ばれた。
3MD
9機製造されたVD-7Bを搭載した新しい派生型。Kh-10空対地ミサイルを装備したものである。翼面積を増すなど大幅な改設計が行われていた。1959年に初飛行し、翌1960年にソ連空軍に配備された。NATOコードネームでは「バイソンC」と呼ばれた。

### 偵察機型
3MR
4機配備された機首に大型の哨戒レーダーを装備した洋上長距離偵察機型。1964年にソ連海軍航空部隊に配備された。

### 給油機型
M-4-2
30機のM-4を改造して制作された空中給油機型。コードネームはバイソンA。
3MS-2
10機の3MS-1から改造された空中給油機型。1975年に初飛行した。Il-78の登場まで主力空中給油機としてソ連空軍で使用され、Tu-22Mなどへの空中給油能力を有していた。NATOコードネームでは「バイソンB」と呼ばれた。
3MN-2
1機の3MN-1から改修されて配備された空中給油機型。ZMN-2同様に運用された。NATOコードネームでは「バイソンB」と呼ばれた。他に3機製造されたが、2機はVM-Tへ、1機は108Mに改造された。

### 輸送機型
VM-Tアトラント
2機の3MN-2を用いて作成された規格外大型貨物輸送機で背面に大型貨物を搭載する巨大ポッドを搭載する。3M-Tとも。

### 試験機型

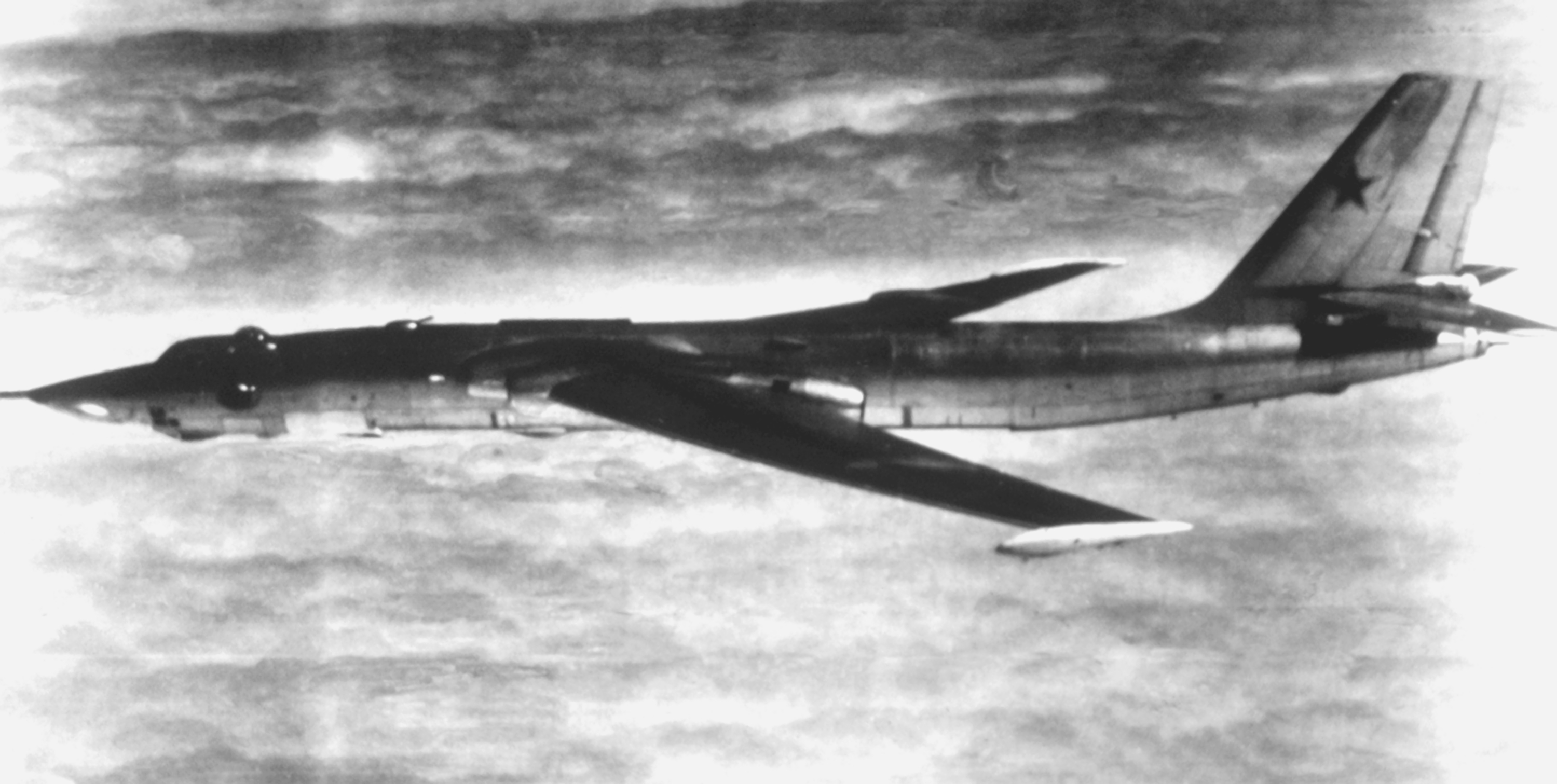
M-4“バイソンA” (1982年の撮影)
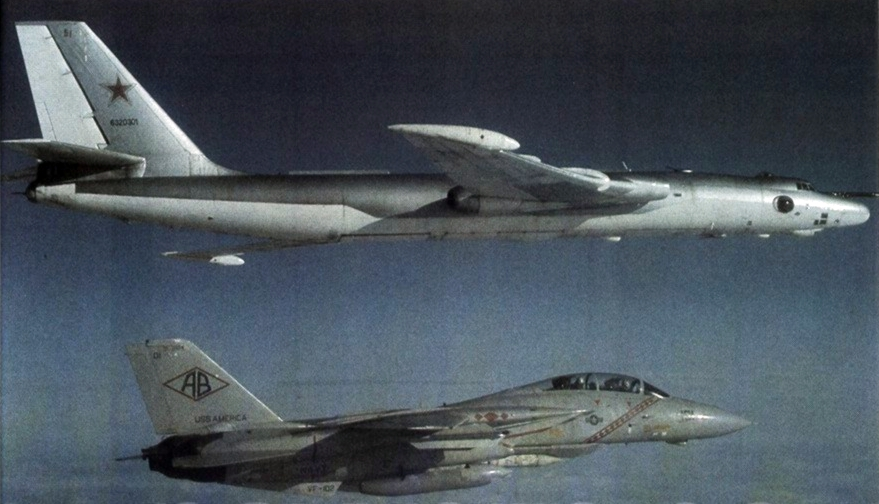
インド洋上空でF-14のインターセプトを受ける3M“バイソンB” (1982年の撮影)
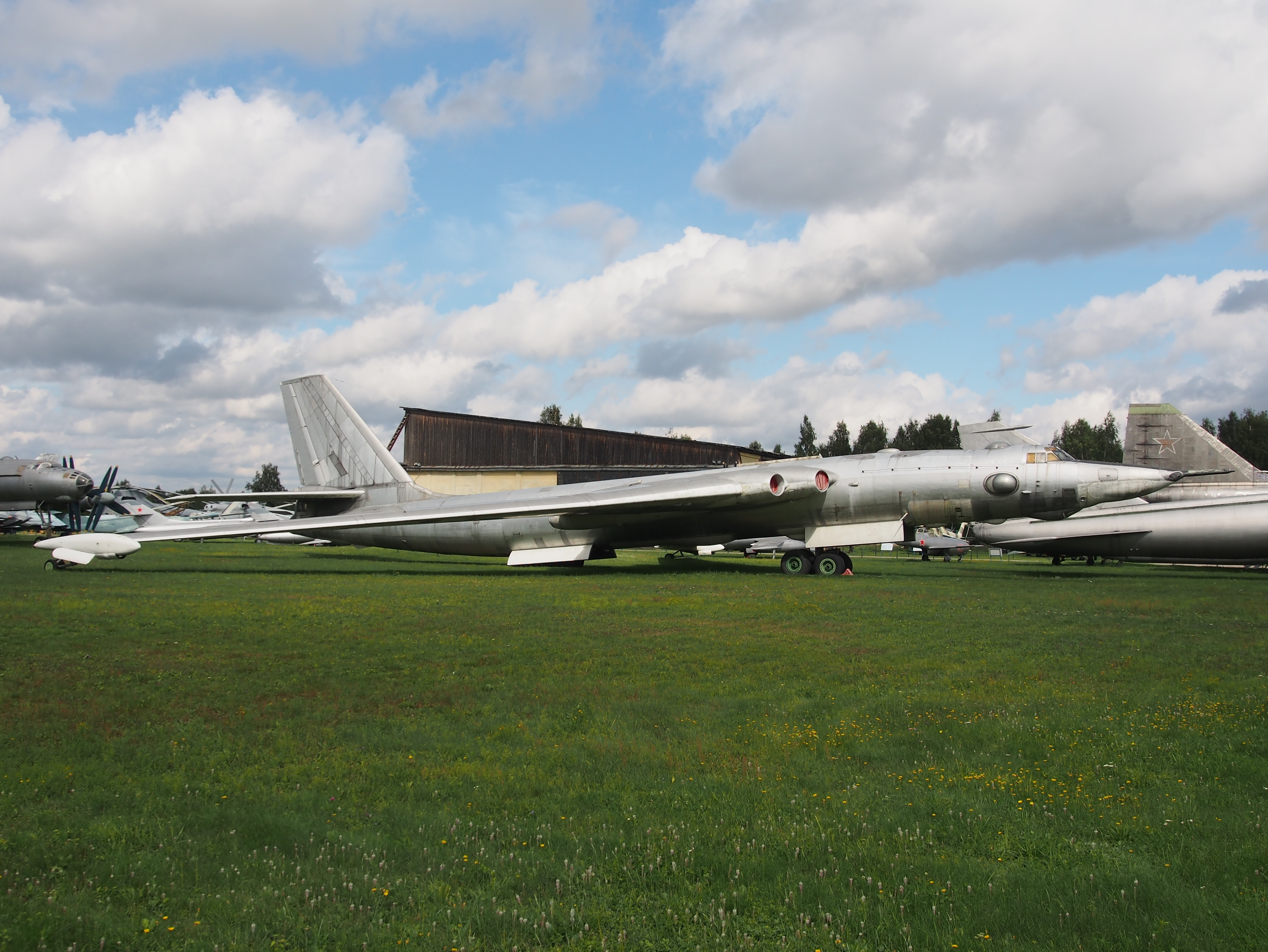
3MD“バイソンC” 空軍中央博物館（モニノ空軍博物館）の展示機 (2005年の撮影)
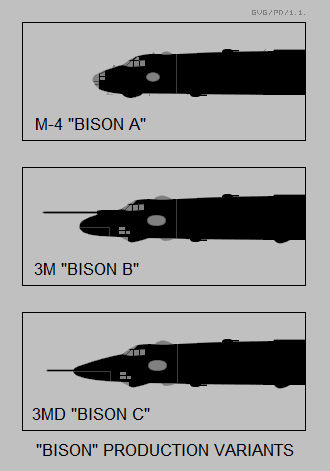
各型の機首の差異を示した図

102M
2機製造されたM-4の試験機で兵装試験のプロトタイプとして使用した。
103M
1機製造された最高速度記録試験機型。
104M
1機製造されたM-4の地上静止試験機型で気流の変化や高温並びに低温下でのテストに使用。
201M
1機製造された最高速度記録試験機型。
105M/3M-5
1機製造されたVD-7エンジンを装備しCh-26(KSR-5)空対地ミサイルを運用可能にした試験機。NATOコードネームは「バイソンB」だが後に試験用途の機体として105Mに改称。
106M/3ME
1機の3Mを改造して制作されたアビオニクスなどをアップグレードした試験機。その後、M-50試作機と地上で衝突事故を起こして失われた。NATOコードネームは「バイソンB」だが試験用途に使うために106Mに改称。
107M/3MYe
1機製造されたVD-7P(またはRD-7Pとも呼ぶ)を搭載した高高度爆撃機の試験機。1963年にソ連空軍に配備されたが後に107Mに改称。
108M
1機の3MN-2を改造して作られたVM-T用の強度試験機。
M-29
未完成の1956年に3Mから設計された旅客機型。M-6Pとも呼ばれた。
- M-4“バイソンA”
(1982年の撮影)
- インド洋上空でF-14のインターセプトを受ける3M“バイソンB”
(1982年の撮影)
- 3MD“バイソンC”
空軍中央博物館（モニノ空軍博物館）の展示機
(2005年の撮影)
- 各型の機首の差異を示した図

## 生産リスト
| 名称            | 生産数 | 改造数 | 備考 |
| --------------- | ------ | ------ | --- |
| 101M            | 1機    |        | 試験飛行用で非武装。 |
| 102M            | 2機    |        | 兵装テスト試験機で模擬弾の投下試験に使用。                                                                                             |
| 103M            | 1機    |        | 巡航速度試験記録機。 |
| 104M            | 1機    |        | 地上静止型試験機で高温下並びに超低温の状態での状態を検査する際に使用。                                                                 |
| 105M            | 1機    |        | VD-7エンジンを装備したCh-26(KSR-5)試験機。元の名前は3M-5でNATOコードネームはバイソンB。                                                |
| 106M            |        | 1機    | 既存生産分の3Mから1機を抽出して改造。元の名前は3MEでNATOコードネームはバイソンB。                                                      |
| 107M/3MYe       | 1機    |        | VD-7Pエンジンを装備した高高度飛行実験機。                                                                                              |
| 108M            |        | 1機    | 既存生産分の3MN-2を1機改造して作られたVM-Tの強度試験機。                                                                               |
| 201M            | 1機    |        | 最高速度記録実験機。 |
| M-4バイソンA    | 2機    |        | 戦略爆撃機型。2機が製造時のまま博物館に現存しているが他は空中給油機に改造された。                                                      |
| M-4-2バイソンA  |        | 30機   | 空中給油機型。既存生産分のM-4から30機を抽出して改造後に配備した。2機が事故で喪失。                                                     |
| 3MバイソンB     | 8機    |        | 戦略爆撃機型。VD-7エンジンを装備しており飛行性能が向上。6機が事故で喪失。                                                              |
| 3MRバイソンB    | 4機    |        | 洋上偵察機型。機首に洋上捜索用の大型レーダーを装備している。                                                                           |
| 3MS-1バイソンB  | 10機   |        | 戦略爆撃機型。RD-3M-500Aターボジェットエンジンの搭載型。1機が事故で喪失。                                                              |
| 3MS-2バイソンB  |        | 10機   | 空中給油機型。既存生産分の3MS-1から10機を抽出し改造して配備。1機が博物館に現存する。                                                   |
| 3MN-1バイソンB  | 8機    |        | 戦略爆撃機型。寿命延長型のVD-7ターボジェットエンジンを搭載する。                                                                       |
| 3MN-2バイソンB  |        | 1機    | 空中給油機型。既存生産分の3MN-1から4機を抽出して改造して配備。1機は運用中に喪失し3機はVM-Tの量産機(2機)と強度試験機(1機)に改造された。 |
| 3MSR-1バイソンB | 10機   |        | 戦略爆撃機型。VD-7エンジンに代わってAM-3Aターボジェットエンジンを装備する。                                                            |
| 3MSN-1バイソンB | 18機   |        | 戦略爆撃機型。RD-3M-500Aターボジェットエンジンを装備している。                                                                         |
| 3MDバイソンC    | 9機    |        | 戦略爆撃機型。P-6、KSR、Kh-10といったミサイルを搭載可能。2機が運用中に喪失。                                                           |
| VM-Tアトラント  |        | 2機    | 大型輸送機型。既存生産分の３MN-2から2機を抽出して改造された。                                                                          |

## 退役時の動き
最後まで使用されたのが空中給油機型で、1994年まで使用された。
退役時の段階で、既に必要がなくなった試作機並びに試験機を含め10機がロシア国内で解体処分された。更に、Tu-22Mへの給油能力が長所であったところへIl-78マイダスが配備された。独特の自転車式降着装置によって機首上げ姿勢が必要とされるM-4とは違ってIl-78は通常の着陸が可能だったため、次第に老朽化した機体から処分する方向になった。
1980年代初頭に空中給油機型のM-4-2が28機、3MN-2が1機、3MS-2が10機の全ての機材が解体された。この段階でIl-78やTu-16Zといった空中給油機が戦力化されていたので給油機の不足は免れた。この中で3MN-2(56号)は、1994年3月21日にエンゲルスまで飛行し1996年に集積所に移動され解体された。これは1996年までに唯一残っていた3MN-2であった。
ミサイル運用型の3MDバイソンCは7機が残されていたが解体処分を免れて一時期はエンゲルスの保管基地に収容された。その後、1機の3MD(30番、c/n:0301804)が1986年3月に第6飛行場からエンゲルスへ、更にモニノの空軍中央基地へと空輸された。しかし、残る6機はソビエト連邦の崩壊による維持費の削減もあって重機により解体された。
これ以前にも、比較的後期に製造された爆撃機型の3Mが2機、3MS-1が9機、3MN-1が8機、3MSR-1が10機、3MSN-1が18機、偵察機型の3MRが4機残されていたが、既にTu-22MとTu-95、Tu-160の配備もありソビエト連邦が解体されて財政難に直面し維持費の捻出が困難になったため退役。その後の行方は不明である。
最終的にM-4が2機、3MDが1機、3MS-2が1機、VM-Tが2機が残され、ロシア国内の各地にある博物館で展示される形になった。

## 事故
M-4は就役中に12機が事故を起こしているが、その中で2機だけが全損を免れた。
- 1961年7月12日、1機の3MDが火災により墜落。
- 1963年3月7日、2機の3Mが空中衝突で墜落。生存者は両機合わせて6名のみ。
- 1965年5月5日、1機の3MDが山に墜落し全損。
- 1965年5月27日、1機のM-4-2と1機のTu-95Kが空中衝突を起こしたが両機とも不時着して全損は免れた。
- 1967年10月18日、1機の3Mが故障により滑走路から2.3km離れた畑に不時着したが全損せずに済んだ。
- 1973年9月17日、1機のM-4-2が火災により全損。
- 1975年5月13日、1機の3Mが火災により空中爆発を起こし全員が死亡。
- 1978年7月7日、1機の3Mが火災を起こして墜落。航空機関士と砲手兼無線操縦士が死亡した。
- 1972年2月29日、1機の3MN-2が空中で減圧を起こして墜落したが乗員全員は生還した。
- 1972年4月15日、1機の3Mが荒天下で着陸する際に滑走路で撥ねて激突し炎上。乗員全員は死亡した。追随していた4機は無事だった。
- 1984年8月8日、1機の3MS-1が飛行中に火災を起こして都心部に墜落しかけたが乗員の奮闘により免れたものの5名が死亡した。

## 現存機
- 3MD「赤の30」(c/n 6302831)、モスクワ州モニノの中央ロシア空軍博物館
- M-4「赤の60」(c/n 0301804)リャザン州ディアギレヴォの長距離航空博物館
- M-4「赤の63」(c/n 5301518)アムール州ウクライナカ市
- 3MS-2「赤の14」(c/n 7300805)、サラトフ州エンゲルスの2番地

## 要目
- 全長：53.4 m
- 全幅：52.5 m
- 全高：11.5 m
- 翼面積：320m2
- 機体重量
  - 全重：90,000 kg
  - 最大離陸重量：210,000 kg

3M　“バイソンB”三面図

- エンジン：ミクーリン AM-3Dターボジェットエンジン （推力9,500 kg）× 4
- 最大速度：マッハ 0.95
- 航続距離：5600 km （フェリー時　8100 km）
- 実用上昇限度：17,000 m
- 武装
  - NR-23 23mm 機銃 6 基
  - ペイロード：15,000 kg
  - FAB-9000×2発
  - FAB-5000×2発　
  - FAB-3000×6発
  - FAB-500×28発
  - FAB-250×52発

## 運用国
ソ連
空軍
 ロシア連邦
空軍